# 八里川村
八里川村，位于襄阳市南漳县西部荆山山脉中，属于薛坪镇管辖的行政村。该村水资源丰富，并建有泉头岩水库，为八里川村公路沿线提供水源。在2016年末开通电信宽带服务，目前中国电信,中国移动,中国广电光纤已覆盖公路沿线，为农村信息化打下基础，对该村经济发展提供有力条件。该村发展特色经济，香菇，木耳，蔬菜，烟叶，中草药构成当地特色产业，带动发展活力。随着近年来政府乡村振兴计划，在村中心东湾新建村委服务中心和卫生服务站，并展开贫困户集中安置点建设，使偏远小山村焕发新的生机。

## 简介
八里川村由原代家河，崔家庄，八里川村合并组成新的行政村，304家，人口860人。由于地处南漳县和保康县交界处，属于行政盲区，经济较为落后，基础设施也急需改善，人口外流严重。